# Bureau Veritas
Bureau Veritas, «Бюро Веритас» — французская инспекционно-сертификационная компания, вторая по выручке на мировом рынке сертификационных услуг после SGS. Штаб-квартира расположена в Нёйи-сюр-Сен (пригород Парижа).
Оказывает услуги в области сертификации, промышленного аудита, технической инспекции, технического надзора, инспекции и верификации судов и грузов, проверки соответствия стандартам в области качества, экологии, безопасности и охраны труда.

## История
Компания была основана в 1828 году андеррайтерами Александром Делаэ (Alexandre Delehaye) и Луи ван ден Бруком (Louis van den Broek) и страховым брокером Огюстом Морелем (Auguste Morel) в Антверпене как «Информационное бюро для морских страховщиков», через год переименована в «Бюро Веритас», в 1832 году главный офис был перенесён в Париж. Первоначально компания занималась только оценкой состояния морских судов для страховщиков. В 1910 году было создано промышленное подразделение, которое проводило инспекции предприятий. В 1922 году правительство Франции поручило компании проводить сертификацию самолётов, это направление деятельности сформировало авиационное подразделение. В 1929 году появилось строительное подразделение.
В 1986 году была создана дочерняя компания в сфере информационной безопасности Véridatas. В 1988 году подразделение сертификации было реорганизовано в дочернюю компанию Bureau Veritas Quality International (BVQI). В 1990 году была создана дочерняя компания по техническому осмотру автомобилей Véritas Auto, в 1994 году она была объединена с компанией Dekra в совместное предприятие Dekra-Veritas. В 1996 году за 155 млн франков была куплена компания Controle et Prevention, которая занималась инспекцией зданий и промышленных предприятий. Также в 1996 году инвестиционные компании CGIP (Wendel) и Poincare Investissements приобрели контрольный пакет акций Bureau Veritas, до этого владельцами компании оставались потомки основателей. С новыми владельцами Bureau Veritas начала расширяться за счёт поглощений. В 1998 году была куплена американская компания ACTS Testing Labs, специалист в области тестирования потребительских товаров. В 1999 году были приобретены британская ATL Consulting Group и американская Unicon International, первая из них занималась инженерными и управленческими консультациями, а вторая — транспортом и логистикой. Следующими поглощения и стали Bio-Control (сертификация больничного оборудования) и DASAzert (инспекция в аэрокосмической отрасли). В 2001 году была куплена американская компания Merchandising Testing Laboratories, специалист в оценке качества тканей. Другим крупным приобретением этого года стала французская фирма Laboratoire Centrale des Industries Electriques (LCIE), которая занималась тестированием электрооборудования и электроники. В 2002 году за 89 млн долларов была куплена компания US Laboratories. В 2003 году выручка Bureau Veritas впервые достигла 1 млрд долларов.
В 2007 году компания провела первичное размещение на Парижской бирже.
В 2010 году за 450 млн фунтов стерлингов была куплена британская компания Inspectorate, которая занималась инспекцией нефтедобывающих и нефтехимических предприятий, а также оценкой содержания металлов в руде. Следующим крупным приобретением стала канадская компания Maxxam Analytics, за неё в 2014 году было заплачено 650 млн долларов.

## Деятельность
Выручка компании за 2023 год составила 5,9 млрд евро, её распределение по регионам: Европа — 35 %, Америка — 28 %, Азиатско-Тихоокеанский регион — 28 %, Африка и Ближний Восток — 9 %. В компании работало 81,5 тыс. сотрудников, у неё было 1610 офисов и лабораторий в 140 странах мира.
Подразделения по состоянию на 2023 год:
- здания и инфраструктура — техническая поддержка при проектировании, строительстве и эксплуатации зданий и объектов инфраструктуры, периодическая инспекция состояния таких объектов, 30 % выручки;
- сырьё и продовольствие — инспекция, тестирование и сертификация в нефтегазовой и горнодобывающей промышленности, а также сельскохозяйственной продукции, 21 % выручки;
- промышленность — проверка промышленных предприятий и оборудования, 21 % выручки;
- потребительские товары — проверка потребительских товаров (одежды, обуви, бытовой техники, электроники, игрушек) на соответствие требованиям безопасности, 12 % выручки;
- морской транспорт — сертификация судов и морских платформ, 8 % выручки;
- сертификация — выдача сертификатов о соответствии различным стандартам (ISO 9000, ISO 14000, ISO 45001[англ.], IATF 16949, EN 9100, BRCGS, IFS, FSSC 22000), 8 % выручки.